# Pleuroprucha roseipuncta
Pleuroprucha roseipuncta là một loài bướm đêm trong họ Geometridae.